# Initiative populaire « contre l'immigration clandestine »
L'initiative populaire « contre l'immigration clandestine » est une initiative populaire fédérale suisse, rejetée par le peuple et les cantons le 1er décembre 1996.

## Contenu
L'initiative demande la modification de l'article 69ter de la Constitution fédérale pour y introduire la notion de réfugié (telle que décrite dans la loi sur l'asile), mais également pour interdire ce droit d'asile en Suisse pour une personne entrée illégalement dans le pays. Elle empêche également aux requérants d'exercer une activité lucrative et restreint leur liberté d'établissement. Enfin, elle précise qu'un refus de l'octroi de l'asile provoque systématiquement une expulsion du requérant débouté.
Le texte complet de l'initiative peut être consulté sur le site de la Chancellerie fédérale.

## Déroulement

### Contexte historique
Cette initiative fait partie de la série contre la surpopulation étrangère.
Alors que la première, lancée en 1965 par le parti démocratique du canton de Zurich avait été retirée en mars 1968, la seconde et la troisième, lancées devant l'augmentation de 5 % à 14 % de la population étrangère entre 1950 et 1966, avaient été rejetée en votation respectivement le 7 juin 1970 et le 20 octobre 1974.
La quatrième et la cinquième de ces initiatives toujours lancées par l'Action nationale ou par le « Mouvement national d'action républicaine et sociale » fondé par le député zurichois James Schwarzenbach après son départ de l'AN, visaient respectivement à réduire la population étrangère à 15 % et à limiter le nombre de naturalisations par années ; elles sont également rejetées le 13 mars 1977,.
Entre 1979 et 1986, la population étrangère résidente en Suisse passe de 884 000 à 956 000 personnes, soit 14,7 % de la population totale du pays lorsque l'Action nationale lance sa sixième tentative sous la forme d'une initiative populaire « pour la limitation de l'immigration » ; tout comme les précédentes elle sera rejetée en votation le 14 décembre 1988.
Au début des années 1990, ce sont principalement les demandes d'asile qui augmentent fortement alors que la population étrangère résidente reste stable. Pour les initiants, « des milliers de personnes pénètrent illégalement dans notre pays depuis des années. Une fois sur place, elles demandent l'asile » ; de plus, selon eux, seule une petite partie de ces requérants sont de véritables réfugiés. Ils lancent donc cette initiative afin de réduire l'attractivité du pays et de renforcer les contrôles en termes de demande d'asile, en parallèle avec les Démocrates suisses qui lancent une initiative « pour une politique d'asile raisonnable ». Cette dernière sera cependant déclarée nulle par le Parlement le 14 mars 1996.

### Récolte des signatures et dépôt de l'initiative
La récolte des 100 000 signatures nécessaires a débuté le 7 avril 1992. Le 18 octobre de l'année suivante, l'initiative a été déposée à la chancellerie fédérale qui l'a déclarée valide le 30 mai 1994.

### Discussions et recommandations des autorités
Le parlement et le Conseil fédéral recommandent tous deux le rejet de cette initiative. Dans son message adressé à l'assemblée, le Conseil fédéral indique que le pic de demandes d'asile enregistré en 1990 et 1991 est, depuis les trois dernières années, en net recul démontrant ainsi « que les mesures prises dans le domaine de l'asile par le Parlement et le Conseil fédéral ont suffi à résoudre les problèmes et à stabiliser la situation, sans déroger pour autant aux principes humanitaires ». De plus, selon lui, la majorité des dispositions de l'initiative figurent alors déjà dans la loi et ne nécessitent pas d'être inscrits dans la Constitution.

### Votation
Soumise à la votation le 1er décembre 1996, l'initiative est refusée par 10 4/2 cantons et 53,7 % des suffrages exprimés. Le tableau ci-dessous détaille les résultats par cantons :

## Effets
Quatre ans après ce refus en votation, une initiative populaire « pour une réglementation de l'immigration » est lancée en 1997 ; elle sera également rejetée en votation le 24 septembre 2000. En 2000, l'initiative populaire « contre les abus dans le droit d'asile » revient également sur le même sujet. Elle est à son tour refusée le 24 novembre 2002.